# ۴ اردیبهشت
۴ اردیبهشت/ثور سی و پنجمین روز سال در گاه‌شماری خورشیدی است. به پایان سال ۳۳۰ روز (۳۳۱ روز در سال کبیسه) باقی‌است.

## رویدادها
- ۲۲۴ میلادی - نبرد هرمزدگان بین ساسانیان و اشکانیان که منجر به پیروزی ساسانیان و کشته شدن اردوان پنجم شد
- ۱۳۰۵ - تاجگذاری رضاشاه بنیان‌گذار سلسله پهلوی در کاخ گلستان تهران
- ۱۳۱۹ - اولین فرستنده رادیویی ایران در تهران تأسیس شد. این فرستنده رادیویی تنها هشت ساعت برنامه از جمله اخبارو موسیقی ایرانی را پخش می‌کرد
- ۱۳۳۹ - زمین لرزه لار
- ۱۳۵۵ - سیل ۱۳۵۵ خراسان
- ۱۳۶۸ - فرمان بازنگری قانون اساسی جمهوری اسلامی ایران از سوی روح‌الله خمینی رهبر جمهوری اسلامی صادر گردیدم
- ۱۴۰۱ - وب‌سایت وزارت جهاد کشاورزی توسط یک گروه هکری به نام «از قیام تا سرنگونی» هک شد.

## زادروزها
- ۱۱۹۴ - میرزای شیرازی، مرجع تقلید
- ۱۳۲۰ - غلامحسین حقانی، روحانی و سیاستمدار ایرانی و نماینده مردم بندرعباس در نخستین دورهٔ مجلس شورای اسلامی بود.
- ۱۳۲۳ - جهانشاه درخشانی، معمار
- ۱۳۵۰ - کوروش تهامی، بازیگر
- ۱۳۶۲ - افسانه پاکرو، بازیگر
- ۱۳۶۳ - جلال رافخایی، بازیکن فوتبال
- ۱۳۶۴ - میلاد کی مرام، بازیگر
- ۱۳۷۰ - مجتبی محبوب مجاز، بازیکن فوتبال

## درگذشت‌ها
- ۱۳۹۲. ملا عمر، نخستین رهبر طالبان
- ۱۳۶۹ - کاظم رجوی، برادر مسعود رجوی
- ۱۳۹۳ - مسلم ملکوتی، از مراجع تقلید شیعه و امام جمعه تبریز
- ۱۴۰۱ - شهلا ناظریان، دوبلور
- ۱۴۰۲ - عدنان غریفی، داستان‌نویس عرب‌تبار